# كينسوكي كيتا
كينسوكي كيتا (باليابانية: 喜多建介) هو عازف قيثارة ياباني، ولد في 24 يناير 1977 في يوكوهاما في اليابان.

## وصلات خارجية
- كينسوكي كيتا على موقع ميوزك برينز (الإنجليزية)
- كينسوكي كيتا على موقع ديسكوغز (الإنجليزية)